# Memorial (religió)
L'expressió memorial és una categoria teològica emprada per l'Església Catòlica presa de les celebracions hebrees per descriure millor la participació dels fidels en els misteris de la vida de Crist, sobretot el Sant Sopar i el sacrifici a la creu, a través de la litúrgia.

## En els Pares de l'Església
Aquesta mateixa categoria litúrgica fou assumida pels Pares de l'Església per parlar del sacrifici de Crist que es fa present en la celebració de l'Eucaristia. De fons hi ha dos texts del Nou Testament: el primer és el mandat de Jesús de «Feu això en commemoració meva» que seguí a la consagració del vi en els relats de la institució de la missa (cf. Mc. 14 22-24 i paral·lels). El segon, l'afirmació de la Carta als Hebreus segons la qual el sacrifici de Crist és únic i definitiu (Hb. 9 24-28; 10 12-14.18). Si s'havia de repetir la celebració de la missa amb el seu sentit sacrificial segons el mandat de Crist, això no involucrava un nou sacrifici sinó la participació en el sacrifici únic de Crist, ço és, un memorial.
Així Justí el Màrtir parla d'un record de la passió del Fill de Déu (cf. Diàleg amb Trifó 117 2). Orígenes menciona la relació del memorial litúrgic jueu dels pans de la propiciació amb allò recordat amb el sacrifici eucarístic (cf. Homilia 13, 3).
Tanmateix, Cebrià de Cartago a la seva carta a Cecili exposa la naturalesa de memorial de l'Eucaristia en subratllar-ne la necessitat que el sacerdot repeteixi exactament els gests de Crist narrats a l'Evangeli (cf. Carta 63 14). I hi afegeix: «I perquè fem menció de tots els sacrificis de la seva passió, car la passió és el sacrifici del Senyor que oferim, no hem de fer una altra cosa que el que Ell va fer» (cf. Carta 63 17).
Eusebi de Cesarea parla de la missa com memòria del sacrifici (cf. Demostració evangèlica 1 10). Joan Crisòstom deixà un text molt comentat per l'escolàstica en relació amb la unicitat del sacrifici:
| «                                         | El sacrifici és sempre u; del contrari, atès que s'ofereix en moltes parts, hauria d'haver-hi també molts Crists. De cap manera, però, sinó que a tot arreu és un el Crist que hi és sencer aquí i sencer allà, un sol cos. […] Així també és un el sacrifici. […] això es fa en memòria del que llavors va succeir: «Feu això, diu, en memòria meva». No fem un altre sacrifici, com ho feia aleshores el pontífex, sinó que sempre n'oferim el mateix, o millor, fem commemoració del sacrifici. | » |
| — Homilia sobre la Carta als Hebreus 17 3 | |   |

La mateixa cosa afirmà Teodor de Mopsuèstia emprant la categoria d'anamnesi i en un text també força comentat d'icona: la celebració del sacrifici és perquè tenim en la litúrgia una icona de la qual té lloc en el cel (cf. Homilia catequètica 15 15). També hi ha textos explícits en Ciril I d'Alexandria, Teodoret de Cir, Ambròs de Milà, Agustí d'Hipona i Faust de Riez.
Com a resum, es pot afirmar que els pares confessaven la unicitat del sacrifici de Crist, recorrien a la categoria del memorial per explicar la manera en què es feia present en l'eucaristia i empraven expressions com "en misteri", "en sagrament" o "en icona" per mostrar la forma d'aquesta presència.